# Andrena nigrihirta

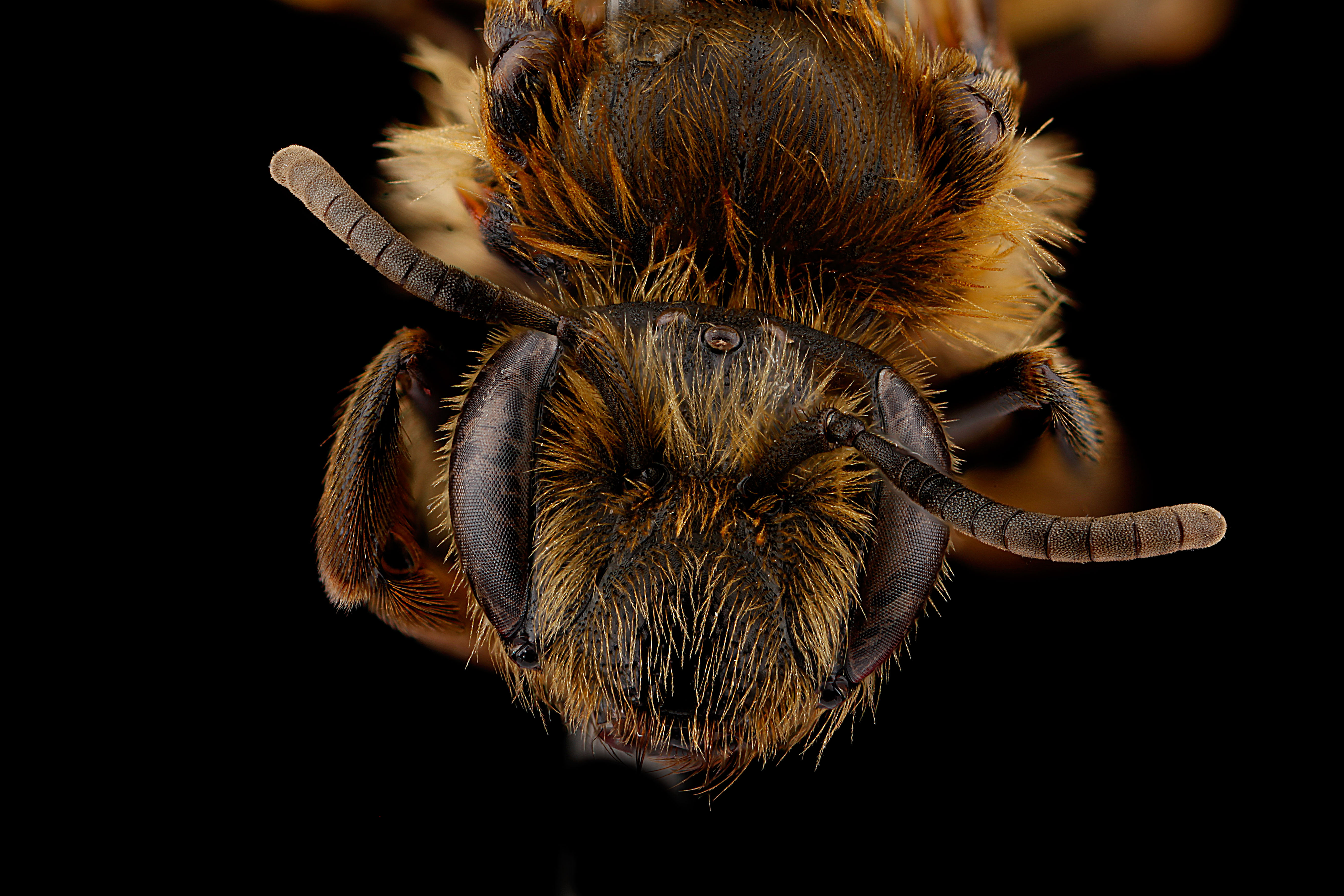
Andrena nigrihirta, hona, ansikte.

Andrena nigrihirta är en biart som först beskrevs av William Harris Ashmead 1890. Den ingår i släktet sandbin och familjen grävbin. Inga underarter finns listade i Catalogue of Life.

## Beskrivning
Arten är ett bi med svart grundfärg, rödaktig färg på käkarnas främre delar, mörkbrun undersida på antennernas främre del samt gulaktigt halvgenomskinliga vingar med röda till rödbruna vingar och mörkröda vingbaser. Tergiterna har genomskinliga bakkanter; smala och vanligen rödaktiga hos honan, medan hos hanen bakkanterna på tergiterna 2 till 5 ofta är breda och genomskinliga till brunaktigt halvgenomskinliga. Pälsfärgen varierar mycket; de mörkaste individerna har övervägande svartbrun päls med undantag för mellankroppen och hos hanen även den första tergiten, som är klart ockrafärgade. De ljusaste formerna har vita, korthåriga hårband på bakkanterna av tergit 2 till 4 ofta med ett avbrott mittpå. Honan har en kroppslängd av 8 till 11 mm, hanen 7 till 10 mm.

## Utbredning
Arten finns i Nordamerika från det inre av Alaska över Kanada österut till Quebec och Nova Scotia. I USA förekommer den från New England, området kring Stora sjöarna, Pennsylvania, Ohio över Minnesota, North Dakota och Montana till stora delar av västra USA. I de östra delarna av landet går den söderut till Illinois, Tennessee och västligaste North Carolina.

## Ekologi
Arten är polylektisk, den flyger till blommande växter från många olika familjer, som liljeväxter, rosväxter, korgblommiga växter, korsblommiga växter, kaprifolväxter, grobladsväxter, slideväxter, videväxter och violväxter.
Som hos alla sandbin gräver honan ett larvbo i marken. Detta består av en huvudgång, från vilken flera sidogångar avgrenar sig. I slutet på varje sidogång finns en larvkammare.